# Kristianstad Sporthall
Sporthallen är en tidigare idrottshall i Kristianstad. Byggnaden uppfördes 1876 som ridhus på dåvarande kasernetablissementet för Kristianstads garnison.  Enligt plankartan i detaljplanen är byggnaden skyddad genom q-märkning, vilket innebär att den inte får rivas eller ändras utvändigt.

## Historia
Det är inte känt när Korridoren längs Östra Boulevarden togs i drift, men handboll och inomhusgymanstik utövades där åtminstone redan under 1920-talet. Allt sedan dess hade den utgjort stadens främsta idrottshall. Dock med en publikkapacitet mindre än efterfrågan, och med en handbollsplan för liten både på längden och bredden för spel i Allsvenskan, handbollens högsta serie. Korridoren saknade även omklädningsrum. I väntan på att en ny idrottshall med fullstor plan och ordentliga läktare skulle byggas gjordes ridhuset utmed Västra Storgatan 1947 om till Kristianstad Sporthall som en temporär lösning. I Sporthallen fick Kristianstad sin första fullängdsplan på 40 meter, men bredden stannade på 17 meter. 3 meter smalare än vad som föreskrevs enligt regelverket, men ändå 3,5 meter bredare än föregångaren. Läktarkapaciteten utökades också jämfört med föregångaren. Läktarna var placerade vid kortsidorna, och framför sittplatserna satt smågrabbarna (och förhoppningsvis även småtjejer) i dubbla rader. Bakom sittplatserna inrättades ståplats bakom ett räcke som avgränsning. Under läktarna inrättades två omklädningsrum. Långsidorna saknade regelrätta publikläktare, även om det över avbytarbänkarna inreddes två mindre balkonger för press och VIP. Handbolls-VM 1954 i Sverige hade Sporthallen som en av spelplatserna (trots att planen inte uppfyllde måtten) med en gruppspelsmatch, Tyskland-Frankrike där Tyskland vann med 27-4 (12-1). .

### Invigningssäsong
Invigning skedde den 12 oktober 1947 med kamratmötet i Allsvenskan mellan IFK Kristianstad och IFK Lidingö, en match som hemmalaget vann med 7-6. Första säsongen 1947/1948 slutade med en andraplats i Allsvenskan, två poäng bakom Redbergslids IK, men framför allt så förlades Svenska Mästerskapets finalhelg 1948 till den nya Sporthallen. Finalhelgen hade semifinaler lördagen 20 mars och match om tredjepris och final söndagen 21 mars. I den första semifinalen vann Redbergslids IK enkelt över mot SoIK Hellas, det stod 7-0 efter en kvart och 14-3 vid full tid. I den andra semifinalen såg IFK Kristianstad ut att lika enkelt besegra Västerås IK, då IFK ledde med 12-4 fem minuter in i andra halvlek. Sex raka Västeråsmål skapade dock spänning på nytt, men det blev inga fler mål i matchen och IFK Kristianstad var klara för final mot Redbergslids IK med 12-10. En final som slutade med föreningens andra SM-guld i handboll inomhus med 8-7 efter förlängning (7-7 vid full tid). Finalreferatet citeras från Boken om handboll (antalet finalmål inom parentes efter spelarnamnen):
"Finalen blev en oerhört spännande kamp med Herbert Sandgren - nuvarande förbundssekreteraren - som briljant matchledare inför 1.628 åskådare. Kristianstad ledde hela matchen, men RIK - mästarna från 1947 - kvitterade fyra gånger. Det stod 7-7 vid full tid och de första fem förlängningsminuterna blev mållösa, innan planens dominerande man, Åke Moberg, snitsade in vinstmålet. Han bars i triumf av planen av publiken, sedan följande tio erhållit mästartecken: Bertil Andersson; Göte Pålsson; Carl-Eric Stockenberg (2); Bertil Rönndahl; Evert Sjunnesson; Erik Nordström (2); Åke Moberg (3); Göte Saloonen; Axel Nissen, Åke Skough (1)."

### SM-guld
Det blev totalt tre SM-guld i Sporthallen för IFK Kristianstad:
- 1948 genom vinst i SM-finalen efter förlängning mot Redbergslids IK med 8-7 (7-7 vid full tid).
- 1952 genom vinst i SM-finalen efter förlängning mot AIK med 16–15 (14-14 vid full tid) efter att i semifinalen, som också spelades i Sporthallen, besegrat lokalkonkurrenten Näsby IF med 16-9.
- 1953 genom serieseger i Allsvenskan säsongen 1952/53.

Totalt spelade IFK Kristianstad 102 matcher i Allsvenskan i Sporthallen. Resultatet blev 79 vinster, 4 oavgjorda och 19 förluster, ett utfall på 79% av poängen.

### Publik
Publikrekordet i Sporthallen sattes i seriefinalen 22 februari 1948 mot Redbergslids IK, med ofattbara 2 464 som löst biljett. De som inte fick biljett fick en ny chans eftersom matchen sändes via radio tvärs över kaserngården till Korridoren. Matchen vann gästerna med 12-8 och därmed även Allsvenskan.

### Sporthallen idag
17 år varade den tillfälliga lösning med Sporthallen för 1964 invigdes så äntligen Kristianstad Idrottshall, en fullstor hall både vad gäller plan och läktare. Sporthallen behölls dock som idrottshall fram till 1992, och användes för spel i Kristianstadsortens seriespel i handboll, inomhusfotboll, innebandy (med bland annat turneringen 24-timmars som spelades i flera hallar samtidigt) och som gymnastiksal för gymnasiet Söderportskolan. Vintern 1992/1993 byggdes anläggningen om till att inrymma matsal för Söderportskolan och restaurang/festlokal Södra Kasern och nyinvigdes 1 mars 1993. Idag minner inte mycket om att det spelats elitidrott på högsta internationella nivå i byggnaden.